# Issam Chebake
Issam Chebake (Agadir, 12 ottobre 1989) è un calciatore marocchino, difensore del Krasava ENY Ypsōnas.

## Carriera

### Club
Il 4 luglio 2017 viene acquistato a titolo definitivo dalla squadra turca dello Yeni Malatyaspor, club della prima divisione turca; in precedenza aveva giocato nella seconda divisione francese con il Le Havre.

### Nazionale
Nel 2016 ha giocato una partita nella nazionale marocchina.

## Palmarès

### Club

#### Competizioni nazionali
- Campionato cipriota: 1

APOEL: 2023-2024
- Supercoppa di Cipro: 1

APOEL: 2024